# Petar Kosturkow
Petar Kosturkow (auch Petar oder Peter Kosturkov geschrieben, bulgarisch Петър Костурков; * 17. September 1969 in Breschani) ist ein bulgarischer Fußballtrainer und ehemaliger -spieler. Ab 1997 verbrachte er einen Großteil seiner Spielerkarriere sowie bisher alle seiner Trainerstationen in Deutschland und Österreich. Als aktiver Mittelfeldspieler bestritt er zwei Länderspiele für die bulgarische Nationalmannschaft.

## Karriere

### Als Spieler
Im Jahr 1981 begann Petar Kosturkow seine Karriere in der Jugend des bulgarischen Vizerekordmeisters Lewski Sofia. Seine erste Station als aktiver Fußballer war der Drittligist Pirin Raslog, zu dem er 1988 im Alter von 18 Jahren wechselte. Mit dem Verein erreichte er den Aufstieg in die B Grupa, die zweite Liga. Nach zwei Jahren wechselte er 1990 in die A Grupa, zum Erstligisten Pirin Blagoewgrad aus der rund 30 km von Raslog entfernten Stadt Blagoewgrad. Mit dem Team erreichte er in der Saison 1991/92 das Finale des bulgarischen Pokals, unterlag dort jedoch seinem Jugendklub Lewski Sofia. Nach zwei Spielzeiten schloss er sich 1992 dem Zweitligisten Spartak Plewen an. Zur Saison 1994/95 kehrte Kosturkow zu Lewski Sofia zurück und konnte mit der Mannschaft die bulgarische Meisterschaft gewinnen. 1996 wechselte er zum Ligakonkurrenten FK Dobrudscha.
1997 wechselte Kosturkow international zu dem österreichischen Bundesliga-Aufsteiger SC Austria Lustenau. Dort wurde er auf Anhieb zum Stammspieler und war somit am zweimaligen Klassenerhalt der Vorarlberger beteiligt. Als der Verein nach der Saison 1999/2000 als Tabellenletzter, abgeschlagen mit 16 Punkten Abstand auf den Vorletzten, abstieg und gleichzeitig eine neue Ausländerregelung in Kraft trat, verließ Kosturkow, der zuvor wegen einer Verletzung pausieren musste, den Verein. Schließlich wechselte er nach Deutschland zum damaligen Landesligisten TSV Crailsheim. Eigenen Aussagen zufolge war ihm dabei nicht bewusst, sich einem Sechstligisten angeschlossen zu haben. So war er maßgeblich daran beteiligt, dass der Verein bis 2003 von der sechstklassigen Landesliga in die viertklassige Oberliga durchmarschierte und dort bereits im ersten Jahr der Ligazugehörigkeit um den Aufstieg mitspielte. 2006 beendete Kosturkow seine aktive Karriere. Seit 2011 spielt er in seiner Freizeit für den Kreisliga A-Ligisten TSV Goldbach.
An der Seite von nationalen Fußballgrößen wie Jordan Letschkow, Marian Christow und Daniel Borimirow spielte Petar Kosturkow zwei Mal für die bulgarische Nationalmannschaft.

### Als Trainer
Bereits noch während seiner aktiven Zeit als Spieler beim TSV Crailsheim stieg Petar Kosturkow in der Jugendarbeit des Vereins mit ein, als Trainer der C- und B-Junioren erreichte er mehrere Meisterschaften und Aufstiege. Nebenher absolvierte er Trainerlehrgänge, die er mit der A-Lizenz abschloss. Als Trainer der zweiten Mannschaft des Vereins erreichte er den Aufstieg in die Landesliga.
Als Spielertrainer wurde er unter Cheftrainer Helmut Dietterle zum Co-Trainer der ersten Mannschaft des TSV. Nach Dietterles Entlassung im Oktober 2005 wurde Kosturkow, ebenfalls in der Funktion des Spielertrainers, zu dessen Nachfolger. Nachdem er seine Spielerkarriere 2006 beendet hatte, widmete er sich hauptamtlich der Trainerarbeit.
Helmut Dietterle, inzwischen Manager beim VfR Aalen, verpflichtete Kosturkow für die Saison 2008/09 als Trainer der zweiten Mannschaft des Vereins in der Verbandsliga Württemberg. Kosturkow trat damit die Nachfolge von Rainer Kraft an, der sich fortan nur noch als Co-Trainer um die erste Mannschaft kümmerte. Da die zweite Mannschaft des VfR als U-23 fungiert, war er verstärkt für die Weiterentwicklung junger Spieler und deren Heranführen an den Drittliga-Profikader der ersten Mannschaft zuständig. Dies gelang ihm in den folgenden Jahren zum Beispiel mit Spielern wie Enrico Valentini oder Fabian Weiß. Insgesamt stagnierte unter Kosturkows Leitung die Entwicklung der zweiten Mannschaft jedoch, obwohl in der Saison 2009/10 noch der fünfte Tabellenplatz erreicht werden konnte. Nachdem ein Jahr später in der Saison 2010/11 zwar noch ein Vorsprung von drei Punkten auf die Abstiegsränge erreicht wurde, stieg die zweite Mannschaft des VfR am Ende der folgenden Saison 2011/12 in die Landesliga ab. Da in derselben Saison die erste Mannschaft des Vereins in die 2. Bundesliga aufstieg, wurde der Bereich Amateure und Nachwuchs neu geordnet; dessen neuer Leiter Stefan Ruthenbeck übernahm auch das Training der zweiten Mannschaft.
Petar Kosturkow kehrte daraufhin zum TSV Crailsheim zurück, bei dem er das Training der A-Junioren übernahm. Von 2013 bis 2014 absolvierte er den zehnmonatigen Lehrgang zum Fußballlehrer bzw. der UEFA-Pro-Lizenz an der Hennes-Weisweiler-Akademie in Bad Hennef, den er im April 2014 erfolgreich bestand. Im Sommer 2014 wechselte Kosturkow daraufhin in den Frauenfußball und übernahm die in der 2. Bundesliga Süd spielende Frauen-Mannschaft des TSV Crailsheim. Nach dem Aufstieg im Jahr 2016 mit den U17 Juniorinnen in die erste Bundesliga und dem 6. Platz mit den Frauen der zweiten Bundesliga, wechselte er als Trainer zum Herren-Verbandsligisten TSV Ilshofen.
Zur Saison 2017/18 übernahm er das Traineramt beim niedersächsischen Oberligisten BV Cloppenburg. Am 15. Oktober 2017 trat Kosturkow von seinem Amt zurück, nachdem er in der Woche zuvor den Vereinsvorstand aus persönlichen Gründen um Vertragsauflösung gebeten hatte. In der Folge kehrte er in die Hohenloher Region zurück und übernahm die Sportfreunde Schwäbisch Hall, die zu dem Zeitpunkt auf dem letzten Tabellenplatz der Verbandsliga Württemberg standen. Der Abstieg in die Landesliga konnte in der Folge nicht vermieden werden, wo man in der kommenden Saison 2018/19 den vierten Tabellenplatz erreichte. Nach Saisonende kündigte der Verein an, trotz des erreichten Saisonziels die Zusammenarbeit mit Kosturkow zu beenden.
Im Sommer 2020 kehrte Kosturkow zum VfR Aalen zurück, der ihn als Trainer für seine A-Junioren verpflichtete. Nachdem am 21. März 2021 mit Roland Seitz der bisherige Cheftrainer der ersten Mannschaft, die mittlerweile in der Regionalliga Südwest spielte, von seinem Amt freigestellt wurde, übernahm Kosturkow gemeinsam mit dem Co-Trainer Christian Demirtas interimistisch das Training der Profi-Mannschaft, bis am 24. März Uwe Wolf als neuer Cheftrainer verpflichtet wurde. Nach dessen Entlassung am 17. Februar 2022 wurde Demirtas für den Rest der Saison erneut zum Interimstrainer berufen und Kosturkow zunächst parallel zu seiner Tätigkeit bei der U19 Co-Trainer der Profi-Mannschaft. Zur neuen Saison 2022/23 wurde mit Tobias Cramer ein neuer Cheftrainer verpflichtet, der Kosturkow als Co-Trainer behielt. Im Dezember 2023 übernahm er nach Cramers Freistellung für ein Ligaspiel erneut die Mannschaft als Interimstrainer, diesmal hauptverantwortlich. Im April 2024 übernahm er für die letzten vier Ligaspiele der Saison erneut das Training der abstiegsbedrohten Mannschaft von Markus Pflanz. Er konnte den Abstieg in die Oberliga am Saisonende nicht verhindern, gewann mit dem Team jedoch noch den WFV-Pokal. Nach dem Abstieg gab der Verein bekannt, mit Kosturkow als Trainer weiterarbeiten zu wollen. In der anschließenden Oberliga-Saison 2024/25 konnte der vierte Tabellenplatz erreicht werden, jedoch mit deutlichem Rückstand auf die beiden Aufstiegsplätze. Anfang April 2025 gab der Verein bekannt, den im Sommer auslaufenden Vertrag mit Kosturkow nicht zu verlängern.